# Gesundbrunnen (Augsburg)
Der Gesundbrunnen in Augsburg war eine natürliche Quelle, die am Rande der Altstadt unweit des Klinkertores entsprang. Sie wurde im Jahre 1402 bei der Herstellung des Stadtgrabens entdeckt.

## Geschichte
Der Legende nach hat Kaiser Maximilian I. im Jahre 1512 von dieser Quelle getrunken und so eine fiebrige Krankheit besiegt. Aufgrund der raschen Gesundung des Kaisers wurde der Quelle fortan der Name „Gesundbrunnen“ zugesprochen. Eine Gedenktafel aus dem Jahre 1547, die im heute Maximilianmuseum aufbewahrt wird, beschreibt die geheimnisvolle Heilung.

„Gesundbrun bin ich genandt
War Kaiser Maximilian wol bekandt
der mir den namen geben hat
oft selber bersönlich zu mir trat.
Erkießet da das Herze sein
man sucht mich heim wie kiele wein.
Die Kranken auch zu mir kumen
Die Fieber hab ich manchem gnumen.
Gott mich also beschaffen hatt
gesegne uns das Wasser dratt.“

In den folgenden Jahrhunderten verwahrloste der Brunnen zunehmend. Erst im Jahre 1821 machte sich das Stadtmagistrat daran, den alten Brunnen wiederherzustellen und für Besucher zugänglich zu machen. Bei den Menschen erfreute sich der Gesundbrunnen daraufhin großer Beliebtheit. Sie waren von der Heilkraft des Wassers überzeugt und nutzen es zur Behandlung verschiedener Krankheiten (Hydrotherapie).
Im Zuge der Trümmerbeseitigung nach dem Zweiten Weltkrieg wurde der Stadtgraben einschließlich des Gesundbrunnens mit Trümmerschutt verfüllt. Heute erinnert mit Ausnahme der dort verlaufenden Gesundbrunnenstraße und der nahegelegenen Straßenbahnhaltestelle Brunntal (2021 ersatzlos in Curt-Frenzel-Stadion umbenannt) nichts mehr an diesen Ort.